# Jánovas
Jánovas (Chanovas en aragonés) es una localidad española perteneciente al municipio de Fiscal, en el Sobrarbe, provincia de Huesca, Aragón. Se encuentra en el valle del Ara.
Se despobló, al igual que las poblaciones vecinas de Lacort y Lavelilla, para construir un embalse en sus proximidades sobre el río Ara. El embalse no se hizo y en 2008 comenzó el proceso de reversión a sus antiguos dueños o a sus herederos de los bienes expropiados.

## Historia
Jánovas fue la mayor población de las existentes en el valle del Ara. El Diccionario Geográfico-Estadístico de Pascual Madoz precisa que, a mediados del siglo XIX, tenía “35 casas, inclusa la consistorial, distribuidas en una plaza y cinco calles”  el terreno era de “mediana calidad” y producía “trigo, mistura, maíz, mijo, avena, escalla, ordio [sic], judías, habas, lino, cáñamo, aceite y poco vino” al tiempo que criaba “ganado lanar, vacuno y mular”. Además de estas actividades, sus habitantes se dedicaban a la “conducción de maderas hacia la parte de Tortosa por los ríos Ara y Cinca”. La población tenía un molino harinero y un batán de propiedad municipal.
En 1900 comprendía 35 casas y más de 200 vecinos. Su economía se basaba en la agricultura y en la ganadería lanar y vacuna. Contaba con un molino harinero que además suministraba energía eléctrica a la localidad. Pocos años más tarde, Lucien Briet, viajero asiduo de la zona, describía su visita a la localidad de esta manera: 

El estanco de don José me produjo el efecto de una barraca portátil; allí fui recibido por una anciana, que me guio inmediatamente a su casa, situada al lado opuesto de la callejuela. Mientras me preparaba la sopa, tuve tiempo de recorrer Jánovas, cuya población no excede de cincuenta habitantes. Los jardines [sic] eran verdaderamente fértiles: manzanos, perales, cerezos, ciruelos, parrales, alegraban la vista por todos lados. La Iglesia, a pesar de su pórtico románico, no tenía nada de particular. Volví a sentarme a la orilla del arroyo de San Felices y junto a una fuente, donde los muchachos venían a beber con frecuencia. Unos patos se chapuzaban. Una muchacha que lavaba blanqueaba el agua con la espuma del jabón.

A mediados del siglo XX, Jánovas contaba con 42 casas y 260 vecinos. Formó municipio con Lacort y Lavellila. En la actualidad pertenece al de Fiscal.

### Proyecto de embalse y desalojo de los vecinos

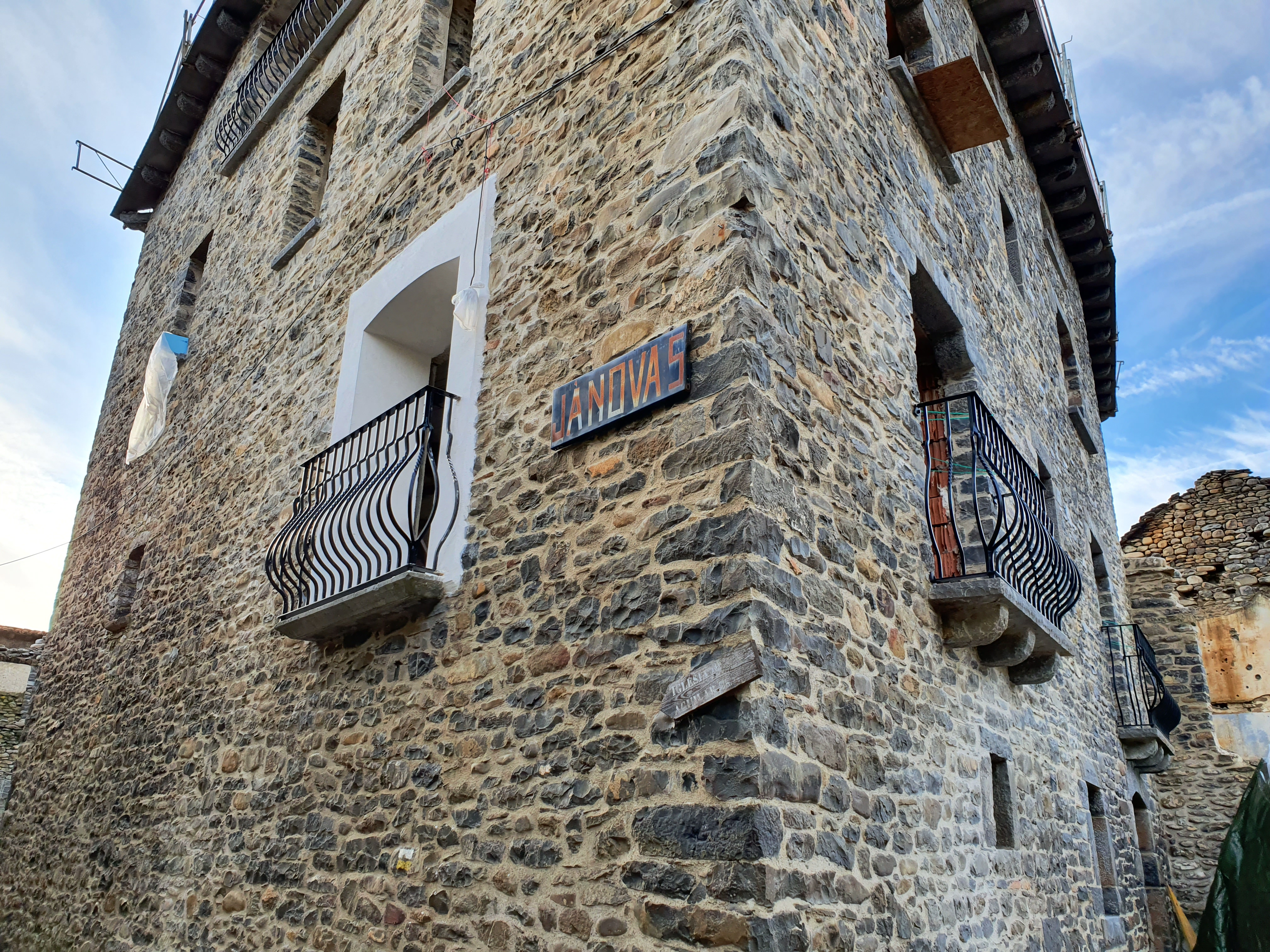
Rótulo del pueblo de Jánovas

El 14 de abril de 1951 el gobierno de Franco adjudicó a la empresa Iberduero (actualmente Iberdrola) un proyecto hidroeléctrico en el valle del Ara que como resultado inundaría los pueblos de Jánovas, Lavelilla y Lacort entre otros y forzaría a su abandono. 

#### Expropiaciones
A principios de la década de 1960 comenzó la expropiación de las tierras y casas de los habitantes del pueblo. La resistencia de algunos llevaría al dinamitado de sus viviendas, autorizado por la autoridad gubernativa.
Ante la negativa del gobernador civil de Huesca a cerrar la escuela mientras hubiera escolares, en 1966 el Gobierno ordenó sacar de la escuela por la fuerza a los profesores y alumnos. Entre tanto, Iberduero, como consecuencia de las expropiaciones y con el apoyo del gobierno franquista, continuó arando los campos, talando los frutales y olivos, destruyendo las acequias y finalmente cortando la luz y el agua a la población. Ante las dificultades para subsistir en dichas condiciones, la mayoría de los habitantes decidió finalmente marchar, principalmente a Zaragoza, Barcelona y Barbastro. En 1984 los últimos habitantes del pueblo lo abandonaron.

#### Suspensión del proyecto
A partir de 1978, con la restauración de la democracia, la obra avanzaba lentamente, hasta que en 2001, siendo secretario general de Medio Ambiente Juan Luis Muriel, se publicó en el Boletín Oficial del Estado un informe desfavorable y contrario al embalse por sus graves afecciones medioambientales en el valle.
En 2005, la ley Modificación del Plan Hidrológico Nacional, en su disposición adicional octava, declaró: "Se desestima la construcción del pantano de Jánovas. La Administración central, autonómica y local elaborarán conjuntamente un Plan de desarrollo sostenible para el municipio afectado". De esta manera quedó definitivamente suspendido el proyecto emprendido en 1917.

#### Reversión de fincas y repoblación
En 2008 la Confederación Hidrográfica del Ebro (CHE) inició el procedimiento de reversión de los bienes expropiados a 105 afectados y, posteriormente, se iniciaron estudios para la reconstrucción del pueblo.
Desde principios del siglo XXI se procede a la reconstrucción de las viviendas y a la puesta en funcionamiento de las infraestructuras. En este sentido, el  8 de marzo de 2019, se restableció, 53 años después, el suministro de energía eléctrica con  la subvención de 100.000 euros, concedida en 2017, por Gobierno de Aragón a la Asociación San Miguel de Jánovas; al año siguiente el ejecutivo concedió una subvención por el mismo importe destinada a "continuar la recuperación de la localidad". En 2016 se había constituido la Fundación San Miguel de Jánovas con el objeto de promover la rehabilitación de la localidad. En 2021 ya había 4 habitantes.

## Geografía humana

### Demografía
| Gráfica de evolución demográfica de Janovas entre 1842 y 1887 |
| |
| Población de derecho según los censos de población del INE Población de hecho según los censos de población del INEEn este censo se denominaba Janobas: 1842 Entre el censo de 1897 y el anterior, este municipio desaparece porque se integra en el municipio 22010 (Albella y Janovas) |

## Patrimonio arquitectónico
El pueblo estaba formado por casas de montaña, construidas con sillarejo y sillares en las esquinas y dinteles, con balconadas en las fachadas y grandes chimeneas troncocónicas, características de la comarca. No se conoce la existencia en las viviendas de elementos renacentistas o barrocos. En 2020 se trabaja en la reconstrucción de algunas casas.

### Parroquia deSan Miguel
Está construida con sillarejo. Es de planta rectangular, la nave central tiene cubierta de bóveda de cañón apuntada y está dividida en tres tramos por arcos fajones; cuenta además con tres pequeñas capillas laterales. El ábside es recto y la torre consta de tres cuerpos con vanos al oeste y sur. Aunque hubo un templo románico, del que se perdura la portada, el edificio se rehízo en el siglo XVI. 
Desacralizada en 1963, ha sido restaurada en 2016 a iniciativa de la Fundación San Miguel de Jánovas. Se ha construido una cubierta nueva y se ha conservado la de piedra que remata la torre, mientras que el interior se ha consolidado y limpiado. La portada de medio punto, perteneciente a la primitiva iglesia románica, fue desmontada cuando el pueblo se abandonó y se reconstruyó en Fiscal, junto a la parroquia.

### Fuente y abrevadero
El Diccionario Geográfico-Estadístico de Madoz, publicado en 1847, precisa: “a la entrada del pueblo existe una fuente de agua que surte a los vecinos para beber y demás necesidades domésticas”. Es de planta cuadrada, está excavada por lo que se desciende a ella por unas escaleras de obra. El suelo es de losa, está protegida por un pretil. La fuente propiamente dicha está formada por una pieza en la que se han esculpido, toscamente, dos serpientes entrelazadas de cuyas bocas sale el agua, que se aprovecha para alimentar el abrevadero.
Ha sido restaurada a comienzos del siglo XXI por los nuevos vecinos, así como el antiguo edificio de las escuelas que se ha acondicionado como centro social. 

### Puente colgante
Es uno de los pocos puentes de estas características construidos en el siglo XIX conservados sin cambios sustanciales. Se encuentra a la entrada del congosto del río Ara, dentro del término municipal de Fiscal, en un espacio estrecho, libre de las fuertes crecidas. Cuelga de dos estribos de piedra situados en las entradas, en cuyo remate se lee la fecha de 1881. Los cuatro cables principales presentan la particularidad de estar formados por alambres paralelos y el tablero mide 2,5 metros de ancho. 
A principios del siglo XX, Lucien Briet, viajero asiduo de esta comarca, lo describía así: 

Un puente, suspendido por cables de alambre de hierro, es tan estrecho que solo permite el paso de caballerías. Su longitud es de unos cincuenta pasos. Más adelante baja el camino al nivel del río

Se ha deteriorado a raíz del despoblamiento de Jánovas.

## Galería de imágenes

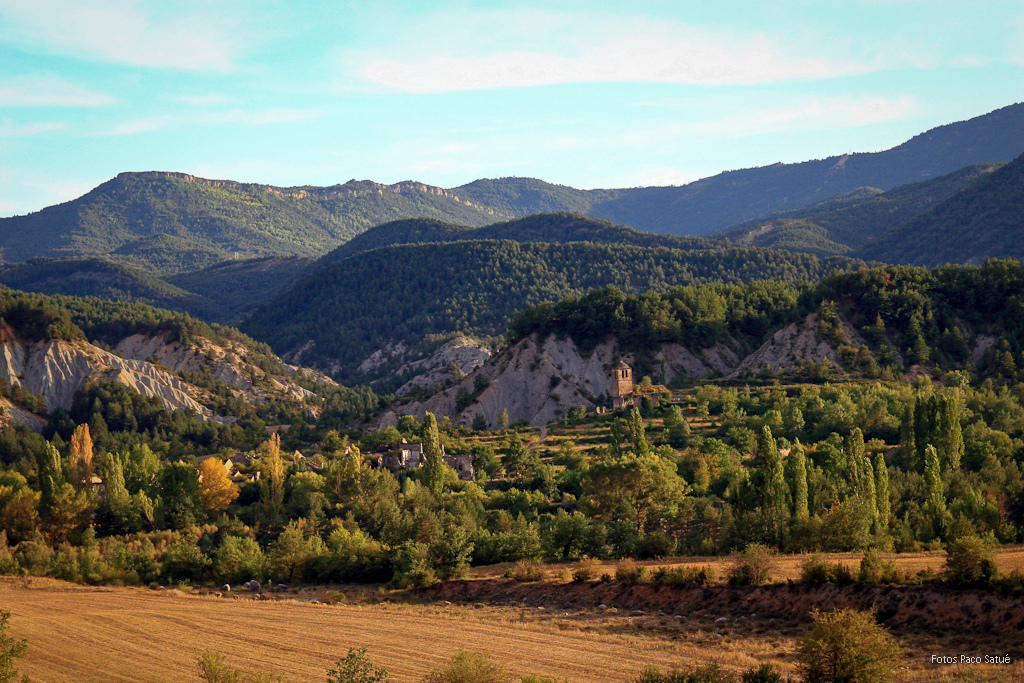
Panorámica desde el este
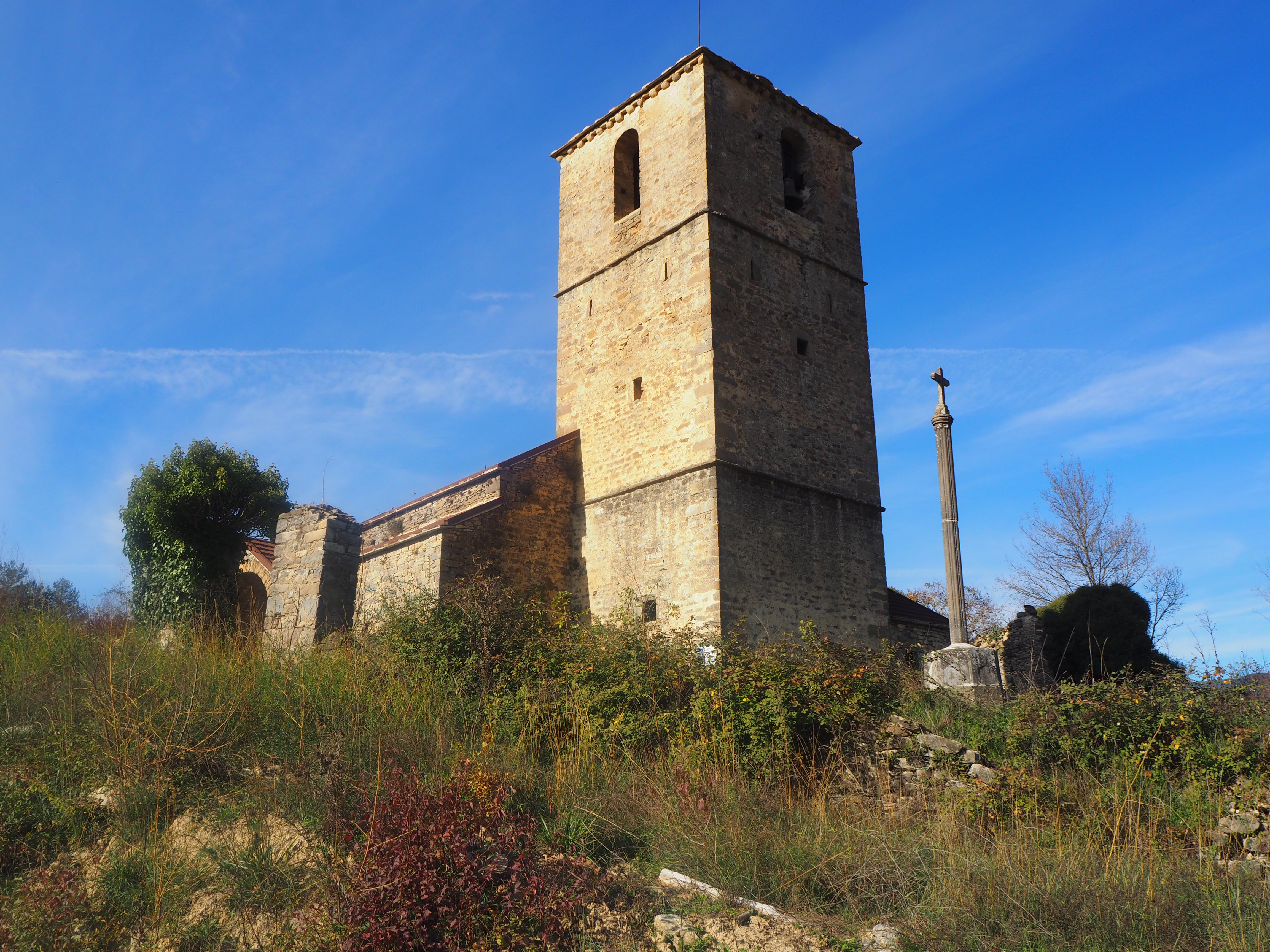
Parroquia de San Miguel y crucero
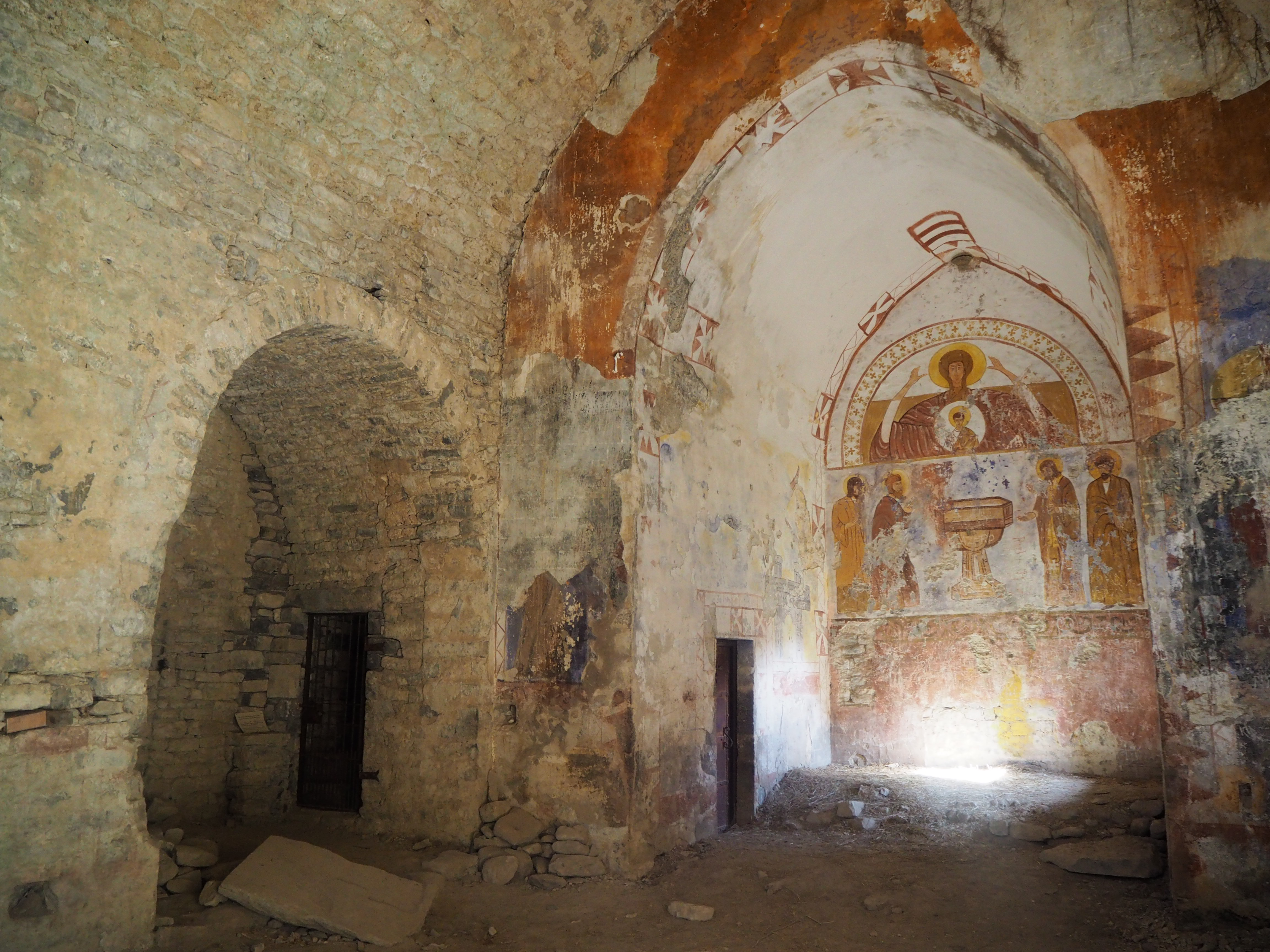
Interior de la parroquia, las pinturas no son antiguas
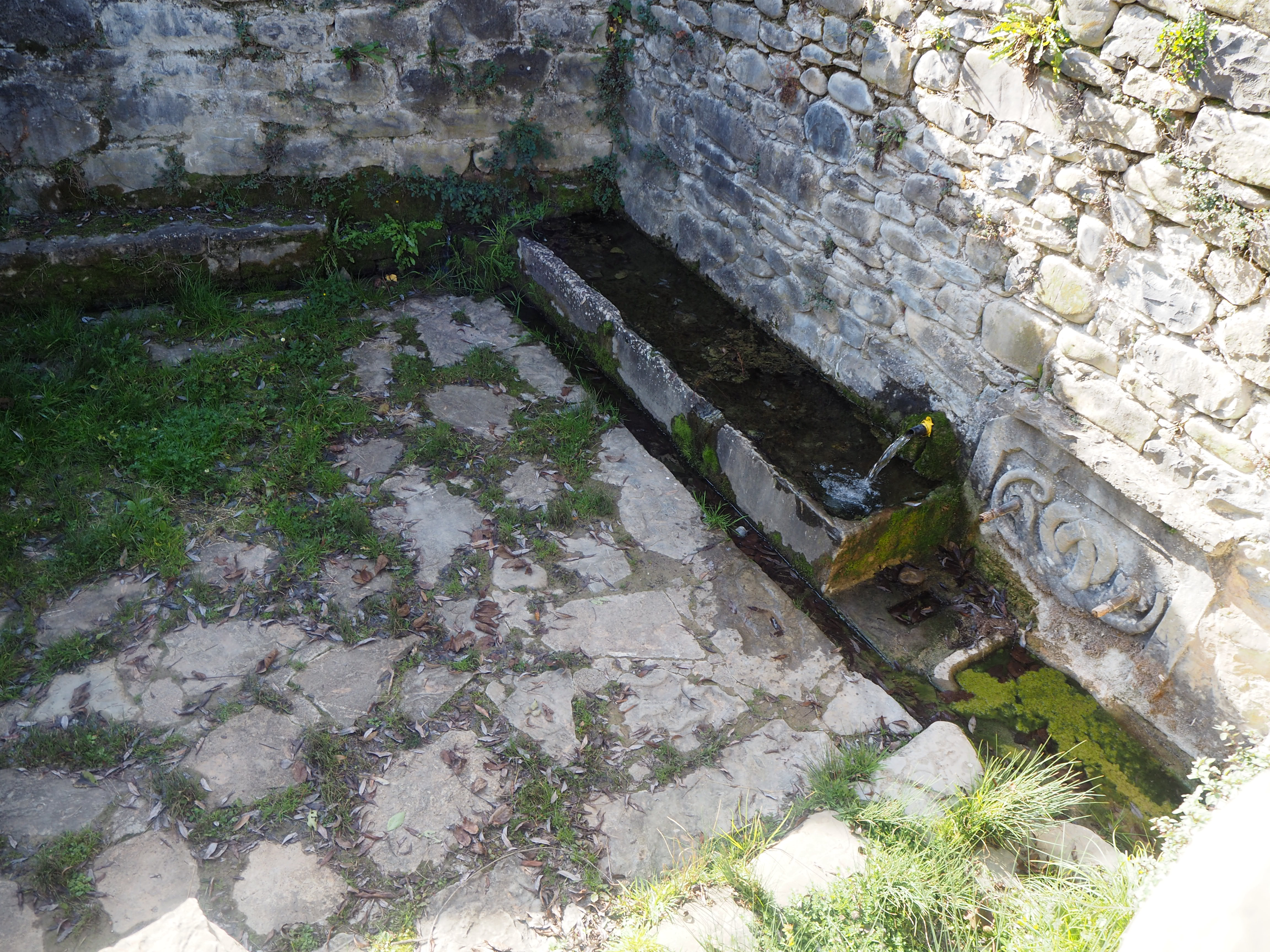
Fuente y abrevadero
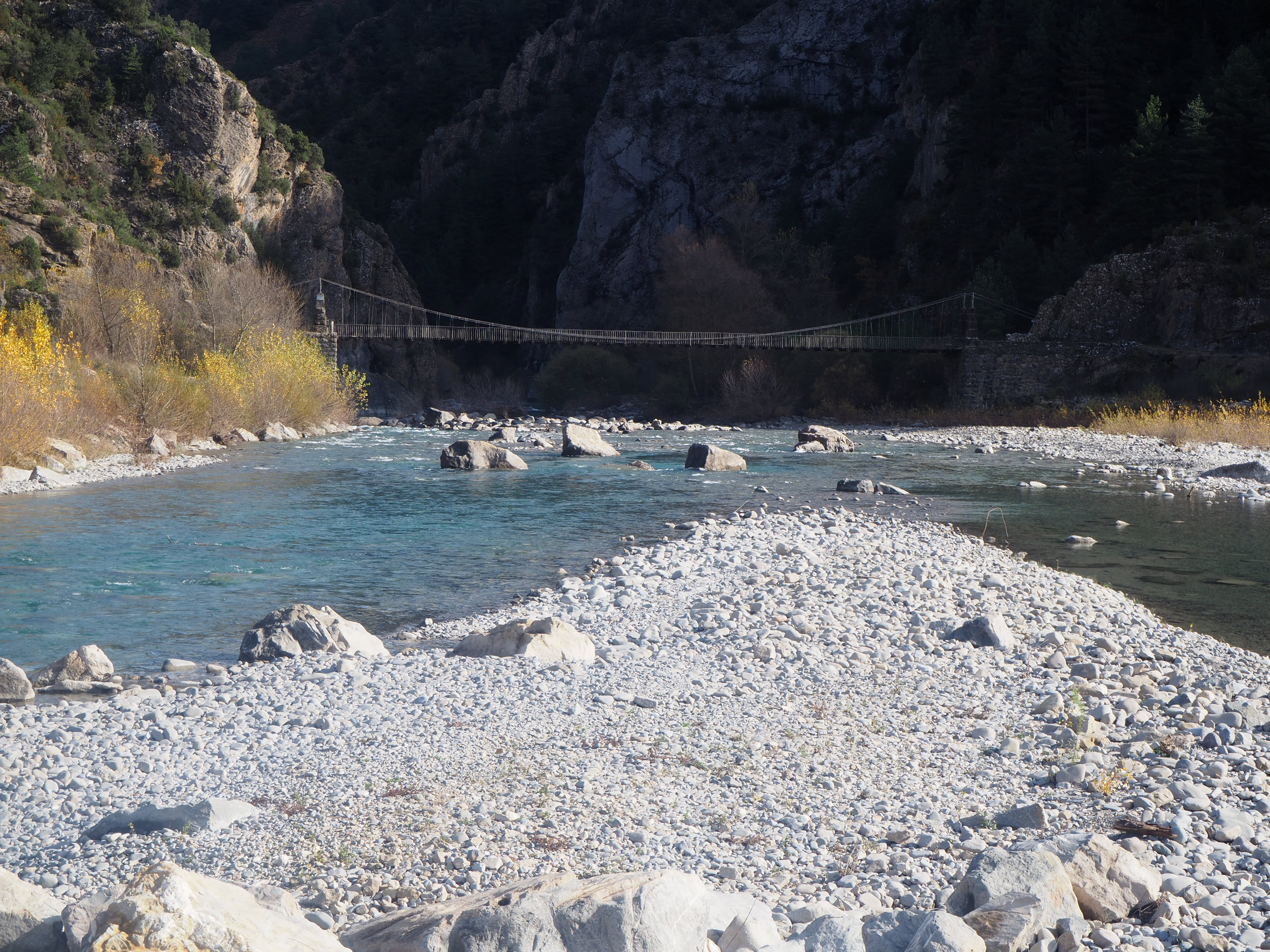
Puente colgante en el lugar donde se proyectó el embalse
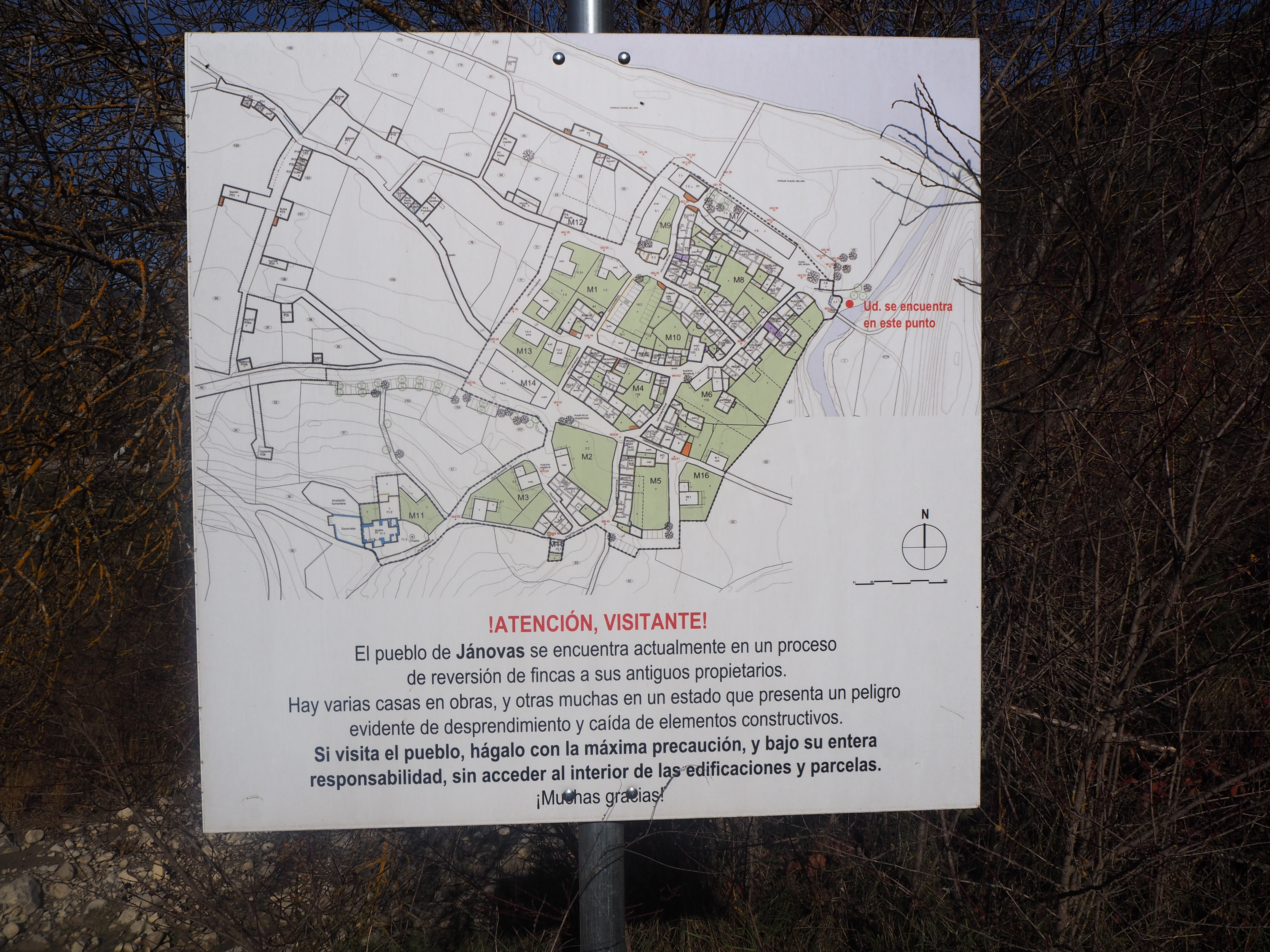
Cartel a la entrada de la localidad referido a la reversión de fincas (2020)